# Милья Гевара, Хосе Франсиско
Хосе Франсиско Милья Гевара (исп. José Francisco Milla Guevara; 1789, Грасьяс, Генерал-капитанство Гватемала — ?) — гондурасский политический и государственный деятель, президент Совета, ответственный за исполнительную власть государства Гондурас (1832—1833).

## Биография
Двоюродный брат  Хусто Милья. Образование получил  в Colegio Seminario de Guatemala.
Либеральный политик. 22 марта 1832 года из-за проблем со здоровьем верховного главы государства Гондурас Хосе Антонио Маркеса главой Гондураса был назначен член государственного совета Хосе Франсиско Милья Гевара. Во время его правления произошло отделению страны от Центральноамериканской федерации. Маркес умер 26 марта того же года.
В декабре 1832 года на выборах главы государства на VII Законодательном собрании Гондураса он был выдвинут на пост президента, но победу одержал Хоакин Ривера, сменивший его 7 января 1833 года.